# Nannophryne
Nannophryne é um género de anfíbios da família Bufonidae. Está distribuído por Chile, Argentina e Peru.

## Espécies
- Nannophryne apolobambica (De la Riva, Ríos, and Aparicio, 2005)
- Nannophryne cophotis (Boulenger, 1900)
- Nannophryne corynetes (Duellman and Ochoa-M., 1991)
- Nannophryne variegata Günther, 1870